# Jian Shuo
Jian Shuo (chinesisch 寋碩 / 寋硕, Pinyin Jiǎn Shuò; † 189) war mit Zhang Rang Anführer der mächtigen Eunuchenfraktion am Kaiserhof von Han.
Jian Shuo wurde ein führendes Mitglied der Zehn Aufseher, die damals viel Einfluss gewannen. Als Kaiser Ling im Jahre 189 starb, wollte Jian Shuo dessen jüngeren Sohn Liu Xie zum Kaiser erheben und He Jin töten, den Halbbruder der Kaiserinmutter He und Oberbefehlshaber der Armee. Der Plan wurde jedoch aufgedeckt und vereitelt. Nachdem He Jin den Prinzen Bian, Kaiser Lings ältesten Sohn, zum Kaiser ausgerufen hatte, ließ er Jian Shuo festnehmen und hinrichten. Jian Shuos Truppen übernahm He Jin, der aber am 22. September 189 einem Attentat von Eunuchen zum Opfer fiel.